# Когэн (нэнго)
Когэн (яп. 康元 ко:гэн) — девиз правления (нэнго) японского императора Го-Фукакуса, использовавшийся с 1256 по 1257 год .

## Продолжительность
Начало и конец эры:
- 5-й день 10-й луны 8-го года Кэнтё (по юлианскому календарю — 24 октября 1256);
- 14-й день 3-й луны 2-го года Когэн (по юлианскому календарю — 31 марта 1257).

## Происхождение
Название нэнго было заимствовано из 15-го цзюаня классического древнекитайского сочинения Книга Суй:「康哉元首、恵我無疆、天長地久」.

## События
даты по юлианскому календарю
- 1256 год (1-й год Когэн) — сиккэн Ходзё Токиёри заболел и принял монашество (ещё до этого он изучал философию дзэн)[5];
- 1 сентября 1256 года (11-й день 8-й луны 1-го года Когэн) — в возрасте 39 лет скончался Кудзё Ёрицунэ, также известный как Фудзивара Ёрицунэ[6];
- 14 октября 1256 года (24-й день 9-луны 1-го года Когэн) — в возрасте 18 лет скончался Кудзё Ёрицугу, также известный как Фудзивара Ёрицугу — сын Ёрицунэ и его преемник на посту сёгуна[6].

## Сравнительная таблица
Ниже представлена таблица соответствия японского традиционного и европейского летосчисления. В скобках к номеру года японской эры указано название соответствующего года из 60-летнего цикла китайской системы гань-чжи. Японские месяцы традиционно названы лунами.
| 1-й год Когэн (Огненный Дракон) | 1-я луна       | 2-я луна*  | 3-я луна  | 4-я луна*             | 5-я луна* | 6-я луна* | 7-я луна  | 8-я луна*  | 9-я луна    | 10-я луна  | 11-я луна | 12-я луна* |               |
| ------------------------------- | -------------- | ---------- | --------- | --------------------- | --------- | --------- | --------- | ---------- | ----------- | ---------- | --------- | ---------- | ------------- |
| Юлианский календарь             | 29 января 1256 | 28 февраля | 28 марта  | 27 апреля             | 26 мая    | 24 июня   | 23 июля   | 22 августа | 20 сентября | 20 октября | 19 ноября | 19 декабря |               |
| 2-й год Когэн (Огненная Змея)   | 1-я луна       | 2-я луна   | 3-я луна* | 3-я луна (високосная) | 4-я луна* | 5-я луна* | 6-я луна* | 7-я луна   | 8-я луна*   | 9-я луна   | 10-я луна | 11-я луна* | 12-я луна     |
| Юлианский календарь             | 17 января 1257 | 16 февраля | 18 марта  | 16 апреля             | 16 мая    | 14 июня   | 13 июля   | 11 августа | 10 сентября | 9 октября  | 8 ноября  | 8 декабря  | 6 января 1258 |

* звёздочкой отмечены короткие месяцы (луны) продолжительностью 29 дней. Остальные месяцы длятся 30 дней.